# Janni Thomsen
Janni Thomsen (Kjellerup, 16 februari 2000) is een voetbalspeelster uit Denemarken. Ze speelt als middenvelder voor Utah Royals in de Amerikaanse NWSL.

## Clubcarrière
Thomsen speelde in de jeugd voor Team Viborg. In 2017 maakte Thomsen de overstap naar VKS Aarhus waarvoor ze tot 49 wedstrijden en 13 doelpunten kwam.
In 2020 besloot Thomsen naar Noorwegen te vertrekken om voor Vålerenga IF te gaan. In 2023 werd Thomsen kampioen met Vålerenga IF na een 3-1 overwinning op Stabaek IF. In deze wedstrijd scoorde Thomsen de 3-1 waardoor de wedstrijd en het kampioenschap binnen was voor Vålerenga IF. Thomsen kwam meer dan honderd wedstrijden uit voor Vålerenga IF alvorens ze de club verliet.
Op 7 maart 2025 tekende Thomsen een tweejarig contract met de optie voor nog een jaar bij het Amerikaanse Utah Royals. Ze maakte haar debuut door in te vallen voor Paige Monaghan in de 34ste minuut van een thuiswedstrijd tegen Bay FC op 16 maart 2025. In de volgende wedstrijd tegen San Diego Wave stond Thomsen voor het eerste in de basis.

## Statistieken
| Seizoen | Club         | Land             | Competitie      | Wedstrijden | Doelpunten |
| ------- | ------------ | ---------------- | --------------- | ----------- | ---------- |
| 2017/18 | VKS Aarhus   | Denemarken       | Elitedivisionen | 9           | 2          |
| 2018/19 | VKS Aarhus   | Denemarken       | Elitedivisionen | 23          | 6          |
| 2019/20 | VKS Aarhus   | Denemarken       | Elitedivisionen | 19          | 6          |
| 2020    | Vålerenga IF | Noorwegen        | Toppserien      | 11          | 2          |
| 2021    | Vålerenga IF | Noorwegen        | Toppserien      | 18          | 1          |
| 2022    | Vålerenga IF | Noorwegen        | Toppserien      | 24          | 7          |
| 2023    | Vålerenga IF | Noorwegen        | Toppserien      | 22          | 4          |
| 2024    | Vålerenga IF | Noorwegen        | Toppserien      | 25          | 2          |
| 2025    | Utah Royals  | Verenigde Staten | NWSL            | 2           | 0          |
| Totaal  | Totaal       | Totaal           | Totaal          | 153         | 30         |

Laatste update: 28 maart 2025

## Interlandcarrière
Thomsen werd in 2020 voor het eerst opgeroepen voor het Deens nationaal voetbalelftal. Op 4 maart 2020 maakte Thomsen haar debuut voor Denemarken in het Algarve Cup duel tegen Noorwegen.
In 2023 werd Thomsen opgeroepen voor het WK 2023. Thomsen kwam alle wedstrijden van Denemarken in actie en werd met haar land uitgeschakeld in de achtste finales tegen Australië.